# ريمو أماديو
ريمو أماديو (بالإيطالية: Remo Amadio)‏ هو لاعب كرة قدم إيطالي في مركز حراسة المرمى، ولد في 24 نوفمبر 1987 في جوليانوفا في إيطاليا. لعب مع سي إف آر كلوج ونادي بيسكارا ويو تي أي أراد.

## وصلات خارجية
- ريمو أماديو على موقع قاعدة بيانات كرة القدم.إي يو (الإنجليزية)
- ريمو أماديو على موقع Soccerway.com (الإنجليزية)